# Constança de França
Constança de França (em francês:  Constance; Reims, 1078 - Canossa, 14 de setembro de 1126) era filha do rei Filipe I de França com Berta da Holanda e foi a consorte do soberano cruzado Boemundo I, primeiro príncipe de Antioquia.

## Biografia
A sua mãe foi repudiada pelo pai devido a Bertranda de Monforte, o que causou um conflito com a Igreja que levou à excomunhão do rei e à proclamação de interdictos (o equivalente à excomunhão, aplicada a um território) sobre o reino da França.
Casou-se em primeiras núpcias, em 1093-1095, com o conde Hugo I de Champagne, Troyes e Blois, mas separou-se dele em 25 de dezembro de 1104, talvez devido a Huggo ter outra relação. Em 1106, Boemundo I de Antioquia veio solicitar reforços para o seu principado de Antioquia, seduzindo a corte e a princesa francesas. Do seu casamento com este, em Chartres, a c.25 de março-26 de Maio de 1106, nasceu Boemundo II de Antioquia.

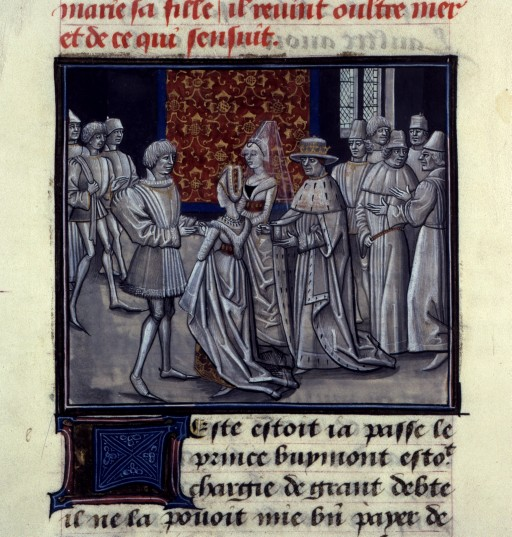
Casamento das filhas de Filipe I de França (iluminura da Historia de Guilherme de Tiro e continuação, século XV, Biblioteca Nacional de França).

Aquando da morte do seu segundo marido, tornou-se regente do seu filho nos seus territórios da Itália. Aprisionada em Bari pelo senhor dessa cidade, Grimoaldo Alferanites, foi libertada em 1120 com a intervenção do conde Rogério II da Sicília, depois de concordar em renunciar ao domínio sobre esta cidade.